# Franc Svobodin Čok
Franc Svobodin Čok, slovenski študent prava, začetnik tržaškega mladinskega gibanja, * 2. maj 1898, Lokev, † 22. januar 1922, Lokev.

## Življenje in delo
Rodil se je očetu kmetu in zidarju Francu ter materi Katarini (rojena Gregorčič). Leta 1910 je odšel na gimnazijo v Gorico. Tu se je priključil preporodovcem, večkrat potoval v Ljubljano in Trst. Komaj 16 letnega je zaradi suma srbofilstva in protiavstrijskih tendenc že preiskovala policija. Leta 1916 je bil vpoklican k vojakom in poslan na fronto v Romunijo. Po končani vojni je na tržaški gimnaziji nadaljeval šolanje. V tem času je ustanovil dijaški krog Prosveta, ki je postal kasneje osnova mladinskega gibanja, on sam pa njegov predsednik. Naslednje leto je odšel v Ljubljano in se vpisal na Pravno fakulteto. Kot študent se je posvečal mladinskemu gibanju. Zaradi izredne aktivnosti, požrtvovalnosti in idejnega vpliva, ki ga je imel na študente, so ga izvolili za člana delegacije jugoslovanskih visokošolcev, ki se je udeležila  sokolskega zleta v Pragi. Ob tej priložnosti si je ogledal češke družbene razmere in vrsto delavskih središč. Žal pa se je močno prehladil, prehlad pa je kasneje prešel v tubekulozo. Zdravil se je najprej v Ljubljani, potem v Topolšici, se jeseni 1921 vrnil v Lokev in tu šez nekaj mesecev umrl.